# Ikkō-ikki

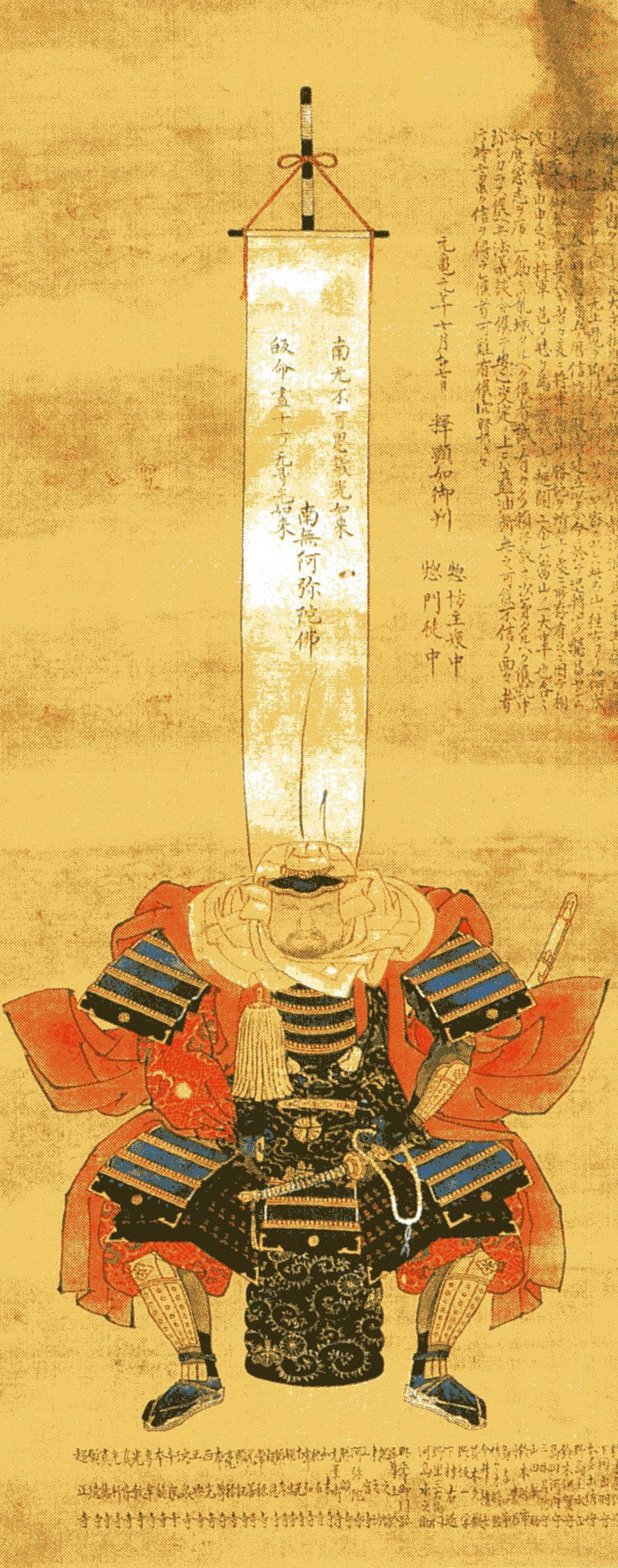
Kōsa w stroju wojownika

Ikkō-ikki (jap. 一向一揆, Liga jednomyślności) – ruch społeczno-religijny w feudalnej Japonii w XV i XVI w. o charakterze antyfeudalnym i radykalnych poglądach religijnych. Inspirowany i kierowany przez buddyjską sektę Ikkō-shū. Zwolennicy ruchu korzystali z protekcji buddyjskiej szkoły Jōdo-shinshū. W historiografii ruch znany jest także jako „Powstanie Ikkō-ikki” lub „Powstanie Ikkō-shū”.

## Geneza
Pod nazwą Ikkō-ikki znane są działające w kilku miejscach Kraju Kwitnącej Wiśni zbuntowane grupy społeczne w XV-XVI w. Pierwsze wystąpienia zbrojne zwolenników ruchu datuje się od połowy XV w. Członkowie wywodzili się z wojowniczej sekty Ikkō-shū i sprzeciwiali się rządom gubernatorów i daimyō. Podstawę ruchu stanowili kapłani (w tym sōhei, którzy specjalizowali się w walce), chłopi, kupcy i lokalni władcy, którzy czasami współdziałali także z osobami niebędącymi wyznawcami sekty. Z początku grupy były zorganizowane w niewielkim stopniu; jeśli ktoś miał jakikolwiek wpływ na wszystkich członków Ikkō-ikki, to był to Rennyo, ówczesny przywódca szkoły Jōdo-shinshū Hongan-ji. W pewnym stopniu wykorzystywał on religijny zapał sekty w obronie podległych sobie świątyń. Był jednak ostrożny w popieraniu jej radykalnych wyznawców i dystansował się zarówno od wywoływanych rebelii, jak i od samego ruchu Ikkō. Był jednak szczególnie przeciwny ofensywnej przemocy, którą stosowali jej członkowie.
Pochodzenie ruchu sięga dwóch płaszczyzn: religijnej i społeczno-ekonomicznej. W pierwszej, początki ruchu to narodziny kultu Buddy Amitabhy, który głosił myśliciel Shinran w XIII w. W kolejnych wiekach kult ten wyewoluował w różnych kierunkach. Jednym z jego odłamów stała się sekta Ikkō-shū, która głosiła wojowniczą drogę prowadzącą do zbawienia. Od nazwy sekty, jej członków nazywano zwolennikami jednomyślności („Ikkō” znaczy jednomyślność). Z uwagi na prześladowania wyznawców, członkowie sekty zwrócili się o wsparcie do stosunkowo silnej i zbliżonej w poglądach szkoły nauczającej w duchu Jōdo-shinshū. Z czasem obie nazwy zaczęto stosować jako synonimy, czemu przeciwstawiał się Rennyo, odrzucający przemoc ofensywną, ale widzący pozytywne aspekty ruchu jednomyślności. Druga płaszczyzna, społeczno-ekonomiczna, wynikała z jednej strony ze słabości ówczesnej władzy centralnej, gdyż kolejni cesarze byli marionetkami w rękach szogunów, a z drugiej z wyzysków i niesprawiedliwości jaką odczuwała znaczna część społeczeństwa ze strony gubernatorów i lokalnych daimyō. Dla obrony swoich interesów, powstała w XIV w. klasa zwana Jizamurai zaczęła organizować ligi dla wzajemnej obrony, które nazywano ikki. Przybierały one formę wystąpień przeciwko szogunom z rodu Ashikaga. Do takich ruchów należały przede wszystkim „Powstanie Białej Flagi” zainicjowane przez Shirahata-Ikki oraz „Powstanie Półksiężyca” Mikazuki-Ikki.

## Bunty od XIV do XVI wieku
Liczne wystąpienia miały miejsce jeszcze w XIV w. Dochodziło do nich w 1351, 1353, 1369, 1377, 1384–1386 i 1366–1369, ale z powodu słabej organizacji i małego oparcia w ludności wiejskiej, nie stanowiły realnego zagrożenia. Dopiero w XV w. ich organizacja polepszyła się, a udział chłopów poważnie się zwiększył. Ówcześni powstańcy zorganizowali się m.in. w Tsuchi-Ikki i Do-Ikki. W 1477 r. buntownikom udało się zająć wiele klasztorów i kaplic, z których ostrzegawczo dzwonili dzwonami aby wzbudzić strach w lokalnych władcach.
Nowy impuls do powstań dało wygnanie Rennyo z Kioto w 1465. Osiedlił się on wówczas w prowincji Echizen, gdzie w 1471 wzniósł świątynię Yoshizaki-gobō. Swoimi naukami zwrócił uwagę miejscowej ludności i w krótkim czasie uzyskał wielu zwolenników. Choć uważał, że agresja jest czymś złym i przemoc winna być stosowna jedynie do obrony, to obudzony przez niego zapał religijny doprowadził do wzrostu siły sekty Ikkō-shū i działań wojennych na szeroką skalę. W 1487 wybuchła pierwsza poważna rewolta Ikkō-ikki, która zakończyła się sukcesem: zwolennicy sekty z prowincji Kaga zbuntowali się i obalili tamtejszego gubernatora z klanu Togashi. Był to pierwszy przypadek w historii Japonii, gdy lokalna społeczność objęła zbrojnie pełną kontrolę nad całą prowincją.
Rennyo zmarł w 1499, ale zapał religijny członków Ikkō-ikki nie osłabł. Pomiędzy 1496 a 1499 zbudowali oni fortecę Ishiyama Hongan-ji u ujścia rzeki Yodo w prowincji Setsu. W 1506 członkowie sekty starli się bezskutecznie nad Kuzuryū z wojskami rodu Asakura. W 1536 buntownicy pokonali ród Nagao w bitwie pod Sendanno, a w 1555 ponownie walczyli z rodem Asakura pod Daishoji-omote. W trakcie tej kampanii z przyczyn naturalnych zmarł lider klanu, Norikage Asakura.
W kolejnych latach siły ruchu Ikkō-ikki wzrastały i zajmowali oni nowe tereny: w prowincjach Owari i Ise, na granicy których wzniesiono w pobliżu Nagoi wielki kompleks militarny Nagashima, oraz w Mikawie.

## Upadek znaczenia

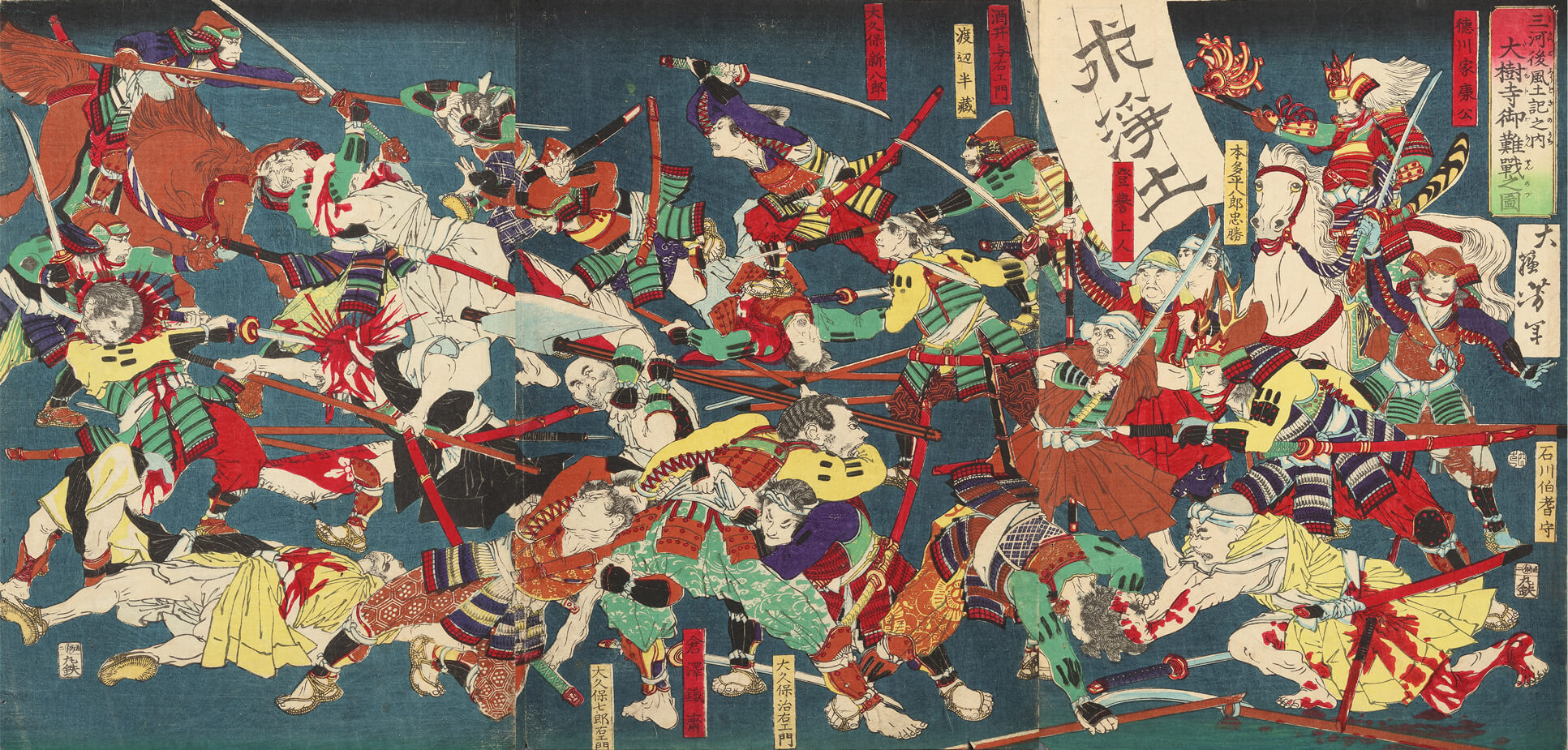
Bitwa pod Azukizaką na obrazie z 1873

Wzrastająca potęga wywrotowego ruchu religijno-społecznego zwróciła w końcu uwagę najważniejszych ówczesnych możnowładców. Poczuli się oni zagrożeni gospodarczo i politycznie, gdyż militarnie górowali jeszcze nad wyznawcami sekty. Od 1564 rozpoczął się zmierzch świetności ruchu Ikkō-ikki. Wówczas to Ieyasu Tokugawa, który obawiał się powstania mnichów sōhei w Mikawie, zdecydował się na podjęcie walki. Napięcia rosły bowiem już od 1563, gdy samurajowie Tokugawy odebrali jednej ze świątyń ryż dla swoich ludzi. W wyniku dalszych incydentów Ieyasu wraz z mnichami ze szkoły Jōdo-shū wyprawił się na wyznawców sekty i w styczniu następnego roku pokonał buntowników pod Azukizaką, wypierając tym samym sektę z Mikawy.
Drugim z wielkich przeciwników Ikkō-ikki był Nobunaga Oda, który dążył do objęcia zwierzchnictwa nad całą Japonią. Wyznawcy sekty i ich sprzymierzeńcy utrudniali mu to zadanie, gdyż kontrolowali większość dróg i szlaków handlowych wiodących z zachodu do stolicy. Ponadto sprzymierzyli się z Yoshiakim Ashikagą, który dzięki Nobunadze został wyniesiony do tytułu sioguna. Yoshiaki nie miał jednak realnego znaczenia bez potęgi militarnej klanu Oda, a sekta nie była na tyle potężna by zapewnić siogunowi władzę na dłuższy czas. Mimo to jeszcze w 1570 Oda został pokonany przez wojska Ikkō-ikki, za co zemścił się zniszczeniem kompleksu świątynnego Enryaku-ji w następnym roku. Wojna z Odą trwała przez kolejne lata, a poparcia ruchowi udzieliły wówczas rody Mōri, Azai i Asakura, z którym sekta wcześniej toczyła wojny. Wszystkich jednoczył jednak wspólny przeciwnik, gdyż nie chciano dopuścić by Nobunaga stał się jedynowładcą. Członkowie rodu Asakura ponadto byli w ciężkim konflikcie z Nobunagą po tym, gdy ten kazał w sierpniu 1575 swoim żołnierzom zmasakrować mieszkańców wsi Ajimano, podległej temu rodowi. Oda okazał się jednak trudnym i bezwzględnym przeciwnikiem: w 1574 zdobył i zniszczył umocnienia Nagashimy, gdzie życie straciło 20 000 wyznawców sekty Ikkō-shū. Natomiast twierdza Ishiyama Hongan-ji poddała się w 1580 po dziesięcioletnim oblężeniu, będącym najdłuższym w historii Japonii. Upadek tych dwóch ośrodków, które stanowiły serce potęgi militarnej ruchu Ikkō-ikki, stanowił kres jego znaczenia.
Pojedyncze ugrupowania Ikkō-ikki działały jeszcze w Japonii do lat 90. XVI w. m.in. w prowincjach: Musashi, Sagami, Kii oraz w Satsumie na Kiusiu. Nie odgrywały już jednak większej roli. Ostatnim znaczącym epizodem z ich udziałem było udzielenie poparcia przez ich lidera, Kōsego, Hideyoshiemu Toyotomiemu w walce przeciwko innym klanom i sektom w latach 80. XVI w., m.in. udział członków Ikkō-ikki w walkach przeciwko Katsuiemu Shinacie w 1583. Kōsa liczył, że dzięki temu będzie mógł odzyskać pozostałości Ishiyamy Hongan-ji. Hideyoshi wzniósł tam jednak w latach 1583–1598 zamek Ōsaka. Mimo to nie pozostał całkowicie niewdzięczny i w 1891 wynagrodził sojusznika szkołą świątynną Nishi Hongan-ji w Kioto.
Pozostałością po ruchu były działające w sekrecie do 1868 organizacje wyznawców sekty Ikkō-shū, znane jako Kakure nenbutsu. Mimo iż cesarz Mutsuhito w trakcie restauracji Meiji zapewnił wolność wyznania, część zwolenników sekty pozostawała w utajeniu aż do 1999.

## Przywódcy
Za nieformalnych przywódców ruchu Ikkō-ikki uważa się kolejnych monsiu kompleksu świątynnego Nishi Hongan-ji:
- 1457–1499: Rennyo (tylko formalnie)
- 1499–1525: Jitsunyo
- 1525–1554: Shonyo
- 1560–1592: Kōsa

## W kulturze popularnej
Motyw ruchu Ikkō-ikki wykorzystano w komputerowych grach strategicznych Shogun: Total War i Total War: Shogun 2, w których rozgrywka toczy się w XVI-wiecznej Japonii. W obydwu grach funkcjonuje frakcja Ikkō-ikki, która jest grywalna